# Avoyelles Parish
Das Avoyelles Parish (französisch Paroisse des Avoyelles) ist ein Parish im US-amerikanischen Bundesstaat Louisiana. Im Jahr 2020 hatte das Parish 39.693 Einwohner und eine Bevölkerungsdichte von 18,4 Einwohnern pro Quadratkilometer. Der Verwaltungssitz (Parish Seat) ist Marksville, benannt nach Mark Elishe, der hier einen Handelsposten errichtete.

## Geografie
Das Avoyelles Parish liegt etwa im geografischen Zentrum von Louisiana und grenzt an seinem östlichen Rand an die Mündung des Red River in den Atchafalaya. Es hat eine Fläche von 2242 Quadratkilometern, wovon 86 Quadratkilometer Wasserflächen sind. An das Avoyelles Parish grenzen folgende Nachbarparishes:
|                   | La Salle Parish, Catahoula Parish | Concordia Parish      |
| Rapides Parish    |                                   | West Feliciana Parish |
| Evangeline Parish | St. Landry Parish                 | Pointe Coupee Parish  |

## Geschichte
Das Avoyelles Parish wurde am 31. März 1807 als eines der 19 Original-Parishes gebildet. Benannt wurde es nach den ehemals hier lebenden Avoyelles-Indianern.
Die Marksville Prehistoric Indian Site hat wegen ihrer besonderen geschichtlichen Bedeutung den Status einer National Historic Landmark.

## Bevölkerung
Nach der Volkszählung im Jahr 2010 lebten im Avoyelles Parish 42.073 Menschen in 15.801 Haushalten. Die Bevölkerungsdichte betrug 19,5 Einwohner pro Quadratkilometer. In den 15.801 Haushalten lebten statistisch je 2,44 Personen.
Ethnisch betrachtet setzte sich die Bevölkerung zusammen aus 67,2 Prozent Weißen, 29,4 Prozent Afroamerikanern, 1,3 Prozent amerikanischen Ureinwohnern, 0,5 Prozent Asiaten sowie aus anderen ethnischen Gruppen; 1,6 Prozent stammten von zwei oder mehr Ethnien ab. Unabhängig von der ethnischen Zugehörigkeit waren 1,6 Prozent der Bevölkerung spanischer oder lateinamerikanischer Abstammung.
24,0 Prozent der Bevölkerung waren unter 18 Jahre alt, 60,9 Prozent waren zwischen 18 und 64 und 15,1 Prozent waren 65 Jahre oder älter. 50,0 Prozent der Bevölkerung war weiblich.
Das jährliche Durchschnittseinkommen eines Haushalts lag bei 32.321 USD. Das Pro-Kopf-Einkommen betrug 17.497 USD. 23,9 Prozent der Einwohner lebten unterhalb der Armutsgrenze.

## Ortschaften im Avoyelles Parish
| Citys - Bunkie - Marksville Towns - Cottonport - Evergreen - Mansura - Simmesport Villages - Hessmer - Moreauville - Plaucheville Census-designated places (CDP) - Bordelonville - Center Point - Fifth Ward |

Andere Unincorporated Communities
| - Bodoc - Borodino - Brouillette - Choupique - Cocoville - Crackville | - Dora Bend - Dupont - Effie - Eola - Fort de Russy - Goudeau | - Hamburg - Hickory - Hyde - Hydropolis - Lemoine Town - Longbridge | - Mansura Junction - Moncla - New Belledeau - Odenburg - Red Fish - Rexmere | - Rodoc - Vick - Voorhies - Whitehall - Whiteville - Zimmer |

## Gliederung
Das Avoyelles Parish ist in neun durchnummerierte Distrikte eingeteilt:
| Distrikt | Einwohner (2010) | FIPS     |
| -------- | ---------------- | -------- |
| 1        | 4886             | 22-94012 |
| 2        | 4656             | 22-94210 |
| 3        | 4832             | 22-94393 |
| 4        | 5130             | 22-94576 |
| 5        | 4065             | 22-94771 |
| 6        | 3245             | 22-94942 |
| 7        | 6483             | 22-95101 |
| 8        | 4046             | 22-95248 |
| 9        | 4730             | 22-95365 |